# Pan American Union Headquarters
Le Pan American Union Headquarters est un immeuble de bureaux américain à Washington, la capitale du pays. Inscrit au Registre national des lieux historiques depuis le 4 juin 1969, il est classé National Historic Landmark depuis le 13 janvier 2021. Il constitue le siège de l'Organisation des États américains.